# Giuliano Neri
Giuliano Neri (Jemeppe-sur-Sambre, 16 maart 1999) is een Belgisch basketballer.

## Carrière
Neri speelde in de jeugd van Antibes Sharks waarvoor hij zijn profdebuut maakte in 2019. Hij kwam weinig aan spelen toe en maakte de overstap naar Jalt Le Mans. Hij tekende in 2021 bij de Belgische eersteklasser Union Mons-Hainaut. Hij speelde twee seizoenen bij Bergen voordat zijn contract niet verlengd werd. Hij ging daarop spelen bij derdeklasser BC L9 Flénu.